# Herman Kristoffersson
Pour les articles homonymes, voir Kristoffersson.
Herman Kristoffersson (né le 4 novembre 1895 à Börringe, mort le 23 avril 1968 à Malmö) est un cavalier suédois de voltige en cercle.
La voltige ne fut discipline olympique que lors de l'édition des Jeux olympiques d'été de 1920. Herman Kristoffersson a abandonné.